# Liste der Gefäßpflanzen Deutschlands/W
- Wacholder, Heide- (Juniperus communis) - Familie: Cupressaceae
- Wacholder, Stink- (Juniperus sabina) - Familie: Cupressaceae
- Wachsblume, Alpen- (Cerinthe glabra) - Familie: Boraginaceae
- Wachsblume, Kleine (Cerinthe minor) - Familie: Boraginaceae
- Wachtelweizen, Acker- (Melampyrum arvense) - Familie: Scrophulariaceae
- Wachtelweizen, Hain- (Melampyrum nemorosum) - Familie:Scrophulariaceae
- Wachtelweizen, Kamm- (Melampyrum cristatum) - Familie: Scrophulariaceae
- Wachtelweizen, Polnischer (Melampyrum polonicum) - Familie: Scrophulariaceae
- Wachtelweizen, Wald- (Melampyrum sylvaticum) - Familie: Scrophulariaceae
- Wachtelweizen, Wiesen- (Melampyrum pratense) - Familie: Scrophulariaceae
- Waid, Färber- (Isatis tinctoria) - Familie:Brassicaceae
- Waldhyazinthe, Berg- (Platanthera chlorantha) - Familie: Orchidaceae
- Waldhyazinthe, Weiße (Platanthera bifolia) - Familie: Orchidaceae
- Waldmeister (Galium odoratum) - Familie: Rubiaceae
- Waldrebe, Alpen- (Clematis alpina) - Familie: Ranunculaceae
- Waldrebe, Aufrechte (Clematis recta) - Familie: Ranunculaceae
- Waldrebe, Gewöhnliche (Clematis vitalba) - Familie: Ranunculaceae
- Waldvöglein, Rotes (Cephalanthera rubra) - Familie: Orchidaceae
- Waldvöglein, Schwertblättriges (Cephalanthera longifolia) - Familie: Orchidaceae
- Waldvöglein, Weißes (Cephalanthera damasonium) - Familie: Orchidaceae
- Walnuss (Juglans regia) - Familie: Juglandaceae
- Wanzensame, Grauer (Corispermum marschallii) - Familie: Chenopodiaceae
- Wanzensame, Schmalflügeliger (Corispermum leptopterum) - Familie:Chenopodiaceae
- Wanzensame, Ysopblättriger (Corispermum hyssopifolium) - Familie:Chenopodiaceae
- Wasserdarm (Stellaria aquatica) - Familie: Caryophyllaceae
- Wasserdost (Eupatorium cannabinum) - Familie: Asteraceae
- Wasserfalle (Aldrovanda vesiculosa) - Familie: Droseraceae
- Wasserfeder (Hottonia palustris) - Familie: Primulaceae
- Wasserfenchel (Oenanthe aquatica) - Familie:Apiaceae
- Wasserfenchel, Flutender (Oenanthe fluviatilis) - Familie:Apiaceae
- Wasserfenchel, Haarstrangblättriger (Oenanthe peucedanifolia) - Familie: Apiaceae
- Wasserfenchel, Röhriger (Oenanthe fistulosa) - Familie: Apiaceae
- Wasserfenchel, Silaublättriger (Oenanthe silaifolia) - Familie: Apiaceae
- Wasserfenchel, Tide- (Oenanthe conioides) - Familie:Apiaceae
- Wasserfenchel, Wiesen- (Oenanthe lachenalii) - Familie: Apiaceae
- Wasserhahnenfuß, Dreiteiliger (Ranunculus tripartitus) - Familie:Ranunculaceae
- Wasserhahnenfuß, Efeublättriger (Ranunculus hederaceus) - Familie: Ranunculaceae
- Wasserhahnenfuß, Flutender (Ranunculus fluitans) - Familie: Ranunculaceae
- Wasserhahnenfuß, Gewöhnlicher (Ranunculus aquatilis) - Familie:Ranunculaceae
- Wasserhahnenfuß, Haarblättriger (Ranunculus trichophyllus) - Familie:Ranunculaceae
- Wasserhahnenfuß, Pinselblättriger (Ranunculus penicillatus) - Familie:Ranunculaceae
- Wasserhahnenfuß, Reinweißer (Ranunculus ololeucos) - Familie:Ranunculaceae
- Wasserhahnenfuß, Rions (Ranunculus rionii) - Familie:Ranunculaceae
- Wasserhahnenfuß, Schild- (Ranunculus peltatus) - Familie:Ranunculaceae
- Wasserhahnenfuß, Spreizender (Ranunculus circinatus) - Familie: Ranunculaceae
- Wasserlinse, Buckelige (Lemna gibba) - Familie: Lemnaceae
- Wasserlinse, Dreifurchige (Lemna trisulca) - Familie: Lemnaceae
- Wasserlinse, Kleine (Lemna minor) - Familie: Lemnaceae
- Wasserlinse, Rote (Lemna turionifera) - Familie: Lemnaceae
- Wasserlinse, Wenigrippige (Lemna aequinoctialis) - Familie: Lemnaceae
- Wasserlinse, Zierliche (Lemna minuta) - Familie: Lemnaceae
- Wassernabel, Gewöhnlicher (Hydrocotyle vulgaris) - Familie: Apiaceae
- Wassernuss (Trapa natans) - Familie: Trapaceae
- Wasserpest, Argentinische (Elodea callitrichoides) - Familie: Hydrocharitaceae
- Wasserpest, Grossblüten- (Egeria densa) - Familie: Hydrocharitaceae
- Wasserpest, Kanadische (Elodea canadensis) - Familie: Hydrocharitaceae
- Wasserpest, Schmalblättrige (Elodea nuttallii) - Familie: Hydrocharitaceae
- Wasserpest, Wechselblatt- (Lagarosiphon major) - Familie: Hydrocharitaceae
- Wasserpfeffer (Persicaria hydropiper) - Familie: Polygonaceae
- Wasserschierling (Cicuta virosa) - Familie: Apiaceae
- Wasserschlauch, Blaßgelber (Utricularia ochroleuca) - Familie:Lentibulariaceae
- Wasserschlauch, Bremis (Utricularia bremii) - Familie:Lentibulariaceae
- Wasserschlauch, Dunkelgelber (Utricularia stygia) - Familie:Lentibulariaceae
- Wasserschlauch, Gewöhnlicher (Utricularia vulgaris) - Familie:Lentibulariaceae
- Wasserschlauch, Kleiner (Utricularia minor) - Familie:Lentibulariaceae
- Wasserschlauch, Mittlerer (Utricularia intermedia) - Familie:Lentibulariaceae
- Wasserschlauch, Verkannter (Utricularia australis) - Familie:Lentibulariaceae
- Wasserschraube, Gewöhnliche (Vallisneria spiralis) - Familie: Hydrocharitaceae
- Wasserstern, Flachfrüchtiger (Callitriche platycarpa) - Familie:Callitrichaceae
- Wasserstern, Haken- (Callitriche hamulata) - Familie:Callitrichaceae
- Wasserstern, Herbst- (Callitriche hermaphroditica) - Familie:Callitrichaceae
- Wasserstern, Nussfrüchtiger (Callitriche obtusangula) - Familie:Callitrichaceae
- Wasserstern, Stielfrüchtiger (Callitriche brutia) - Familie:Callitrichaceae
- Wasserstern, Stumpfkantiger (Callitriche cophocarpa) - Familie:Callitrichaceae
- Wasserstern, Sumpf- (Callitriche palustris) - Familie:Callitrichaceae
- Wasserstern, Teich- (Callitriche stagnalis) - Familie:Callitrichaceae
- Wau, Färber- (Reseda luteola) - Familie: Resedaceae
- Wau, Gelber (Reseda lutea) - Familie: Resedaceae
- Wegerich, Alpen- (Plantago alpina) - Familie:Plantaginaceae
- Wegerich, Berg- (Plantago atrata) - Familie:Plantaginaceae
- Wegerich, Breit- (Plantago major) - Familie: Plantaginaceae
- Wegerich, Krähenfuß- (Plantago coronopus) - Familie: Plantaginaceae
- Wegerich, Mittlerer (Plantago media) - Familie:Plantaginaceae
- Wegerich, Sand- (Psyllium arenarium) - Familie: Plantaginaceae
- Wegerich, Spitz- (Plantago lanceolata) - Familie: Plantaginaceae
- Wegwarte, Gewöhnliche (Cichorium intybus) - Familie: Asteraceae
- Weichsel, Mittlerer (Prunus × eminens (Prunus cerasus subsp. acida × P. fruticosa)) - Familie:Rosaceae
- Weichsel, Stein- (Prunus mahaleb) - Familie: Rosaceae
- Weichwurz, Sumpf- (Hammarbya paludosa) - Familie: Orchidaceae
- Weide, Alpen- (Salix alpina) - Familie:Salicaceae
- Weide, Bäumchen- (Salix waldsteiniana) - Familie:Salicaceae
- Weide, Bleiche (Salix starkeana) - Familie: Salicaceae
- Weide, Blend- (Salix × rubra (Salix purpurea × S. viminalis)) - Familie: Salicaceae
- Weide, Bruch- (Salix fragilis) - Familie:Salicaceae
- Weide, Busch- (Salix × mollissima (Salix triandra × S. viminalis)) - Familie: Salicaceae
- Weide, Fahl- (Salix × rubens (Salix alba × S. fragilis)) - Familie:Salicaceae
- Weide, Filzast- (Salix dasyclados) - Familie: Salicaceae
- Weide, Fuchsschwanz- (Salix × alopecuroides (Salix fragilis × S. triandra)) - Familie: Salicaceae
- Weide, Grau- (Salix cinerea) - Familie: Salicaceae
- Weide, Großblättrige (Salix appendiculata) - Familie:Salicaceae
- Weide, Heidelbeer- (Salix myrtilloides) - Familie: Salicaceae
- Weide, Kahle (Salix glabra) - Familie: Salicaceae
- Weide, Korb- (Salix viminalis) - Familie: Salicaceae
- Weide, Kraut- (Salix herbacea) - Familie: Salicaceae
- Weide, Kübler- (Salix × smithiana (Salix caprea × S. viminalis)) - Familie: Salicaceae
- Weide, Lavendel- (Salix eleagnos) - Familie: Salicaceae
- Weide, Lorbeer- (Salix pentandra) - Familie: Salicaceae
- Weide, Mandel- (Salix triandra) - Familie: Salicaceae
- Weide, Netz- (Salix reticulata) - Familie: Salicaceae
- Weide, Ohr- (Salix aurita) - Familie: Salicaceae
- Weide, Purpur- (Salix purpurea) - Familie: Salicaceae
- Weide, Quendelblättrige Teppich- (Salix serpillifolia) - Familie:Salicaceae
- Weide, Reif- (Salix daphnoides) - Familie: Salicaceae
- Weide, Sal- (Salix caprea) - Familie: Salicaceae
- Weide, Seidenblatt- (Salix × holosericea (Salix cinerea × S. viminalis)) - Familie: Salicaceae
- Weide, Silber- (Salix alba) - Familie: Salicaceae
- Weide, Spieß- (Salix hastata) - Familie: Salicaceae
- Weide, Spitzblättrige (Salix acutifolia) - Familie: Salicaceae
- Weide, Stumpfblättrige Teppich- (Salix retusa) - Familie:Salicaceae
- Weide, Vielnervige (Salix × multinervis (Salix aurita × S. cinerea)) - Familie: Salicaceae
- Weide, Zerbrechliche Lorbeer- (Salix × meyeriana (Salix fragilis × S. pentandra)) - Familie: Salicaceae
- Weide, Zweifarbige (Salix bicolor) - Familie: Salicaceae
- Weidelgras, Ausdauerndes (Lolium perenne) - Familie: Poaceae
- Weidelgras, Vielblütiges (Lolium multiflorum) - Familie: Poaceae
- Weidenröschen, Berg- (Epilobium montanum) - Familie: Onagraceae
- Weidenröschen, Drüsiges (Epilobium ciliatum) - Familie: Onagraceae
- Weidenröschen, Dunkelgrünes (Epilobium obscurum) - Familie: Onagraceae
- Weidenröschen, Gauchheilblättriges (Epilobium anagallidifolium) - Familie: Onagraceae
- Weidenröschen, Hügel- (Epilobium collinum) - Familie: Onagraceae
- Weidenröschen, Kies- (Epilobium fleischeri) - Familie: Onagraceae
- Weidenröschen, Kleinblütiges (Epilobium parviflorum) - Familie: Onagraceae
- Weidenröschen, Lanzettblättriges (Epilobium lanceolatum) - Familie: Onagraceae
- Weidenröschen, Mierenblättriges (Epilobium alsinifolium) - Familie: Onagraceae
- Weidenröschen, Nickendes (Epilobium nutans) - Familie: Onagraceae
- Weidenröschen, Quirlblättriges (Epilobium alpestre) - Familie: Onagraceae
- Weidenröschen, Rosenrotes (Epilobium roseum) - Familie: Onagraceae
- Weidenröschen, Rosmarin- (Epilobium dodonaei) - Familie: Onagraceae
- Weidenröschen, Schmalblättriges (Epilobium angustifolium) - Familie: Onagraceae
- Weidenröschen, Sumpf- (Epilobium palustre) - Familie: Onagraceae
- Weidenröschen, Vierkantiges (Epilobium tetragonum) - Familie: Onagraceae
- Weidenröschen, Zottiges (Epilobium hirsutum) - Familie: Onagraceae
- Weiderich, Blut- (Lythrum salicaria) - Familie: Lythraceae
- Weiderich, Ysopblättriger (Lythrum hyssopifolia) - Familie: Lythraceae
- Wein, Fünfblättriger Wilder (Parthenocissus inserta) - Familie:Vitaceae
- Weinbeere, Japanische (Rubus phoenicolasius) - Familie: Rosaceae
- Weinrebe (Vitis vinifera) - Familie: Vitaceae
- Weißdorn, Bastard- (Crataegus × media (Crataegus laevigata × C. monogyna)) - Familie: Rosaceae
- Weißdorn, Eingriffeliger (Crataegus monogyna) - Familie: Rosaceae
- Weißdorn, Großfrüchtiger (Crataegus × macrocarpa (Crataegus laevigata × C. rhipidophylla)) - Familie: Rosaceae
- Weißdorn, Großkelchiger (Crataegus rhipidophylla) - Familie: Rosaceae
- Weißdorn, Verschiedenzähniger (Crataegus × subsphaericea (Crataegus monogyna × C. rhipidophylla)) - Familie: Rosaceae
- Weißdorn, Zweigriffliger (Crataegus laevigata) - Familie: Rosaceae
- Weißmiere, Aufrechte (Moenchia erecta) - Familie: Caryophyllaceae
- Weißwurz, Quirlblättrige (Polygonatum verticillatum) - Familie: Convallariaceae
- Weißwurz, Vielblütige (Polygonatum multiflorum) - Familie: Convallariaceae
- Weißwurz, Wohlriechende (Polygonatum odoratum) - Familie: Convallariaceae
- Weißzüngel (Pseudorchis albida) - Familie: Orchidaceae
- Wendelähre, Herbst- (Spiranthes spiralis) - Familie: Orchidaceae
- Wendelähre, Sommer- (Spiranthes aestivalis) - Familie: Orchidaceae
- Wendich (Calepina irregularis) - Familie: Brassicaceae
- Wermut (Artemisia absinthium) - Familie: Asteraceae
- Wicke, Behaarte (Vicia hirsuta) - Familie: Fabaceae
- Wicke, Dalmatinische Vogel- (Vicia dalmatica) - Familie:Fabaceae
- Wicke, Einblütige (Vicia articulata) - Familie: Fabaceae
- Wicke, Erbsen- (Vicia pisiformis) - Familie: Fabaceae
- Wicke, Feinblättrige Vogel- (Vicia tenuifolia) - Familie:Fabaceae
- Wicke, Gelbe (Vicia lutea) - Familie: Fabaceae
- Wicke, Gewöhnliche Breitblättrige (Vicia sativa) - Familie:Fabaceae
- Wicke, Gewöhnliche Vogel- (Vicia cracca) - Familie:Fabaceae
- Wicke, Großblütige (Vicia grandiflora) - Familie: Fabaceae
- Wicke, Hecken- (Vicia dumetorum) - Familie: Fabaceae
- Wicke, Heide- (Vicia orobus) - Familie: Fabaceae
- Wicke, Kassuben- (Vicia cassubica) - Familie: Fabaceae
- Wicke, Linsen- (Vicia ervilia) - Familie: Fabaceae
- Wicke, Maus- (Vicia johannis) - Familie:Fabaceae
- Wicke, Platterbsen- (Vicia lathyroides) - Familie: Fabaceae
- Wicke, Schmalblättrige (Vicia angustifolia) - Familie:Fabaceae
- Wicke, Ungarische (Vicia pannonica) - Familie: Fabaceae
- Wicke, Viersamige (Vicia tetrasperma) - Familie:Fabaceae
- Wicke, Wald- (Vicia sylvatica) - Familie: Fabaceae
- Wicke, Walderbsen- (Vicia oroboides) - Familie: Fabaceae
- Wicke, Zaun- (Vicia sepium) - Familie: Fabaceae
- Wicke, Zierliche (Vicia parviflora) - Familie:Fabaceae
- Wicke, Zottige (Vicia villosa) - Familie: Fabaceae
- Widerbart, Blattloser (Epipogium aphyllum) - Familie: Orchidaceae
- Wiesenhafer, Bunter (Helictotrichon versicolor) - Familie: Poaceae
- Wiesenhafer, Echter (Helictotrichon pratense) - Familie: Poaceae
- Wiesenhafer, Flaumiger (Helictotrichon pubescens) - Familie: Poaceae
- Wiesenhafer, Parlatores (Helictotrichon parlatorei) - Familie: Poaceae
- Wiesenknopf, Großer (Sanguisorba officinalis) - Familie: Rosaceae
- Wiesenknopf, Kleiner (Sanguisorba minor) - Familie: Rosaceae
- Wiesenraute, Akeleiblättrige (Thalictrum aquilegiifolium) - Familie: Ranunculaceae
- Wiesenraute, Einfache (Thalictrum simplex) - Familie: Ranunculaceae
- Wiesenraute, Gelbe (Thalictrum flavum) - Familie: Ranunculaceae
- Wiesenraute, Glänzende (Thalictrum lucidum) - Familie: Ranunculaceae
- Wiesenraute, Hohe (Thalictrum morisonii) - Familie: Ranunculaceae
- Wiesenraute, Kleine (Thalictrum minus) - Familie:Ranunculaceae
- Wiesenschafgarbe, Hügel- (Achillea collina) - Familie:Asteraceae
- Wiesen-Schaumkraut, Morast- (Cardamine udicola) - Familie:Brassicaceae
- Wiesensilge (Silaum silaus) - Familie: Apiaceae
- Wildbirne (Pyrus pyraster) - Familie:Rosaceae
- Wimperfarn, Alpen- (Woodsia alpina) - Familie:Dryopteridaceae
- Wimperfarn, Südlicher (Woodsia ilvensis) - Familie:Dryopteridaceae
- Wimperfarn, Zierlicher (Woodsia pulchella) - Familie: Dryopteridaceae
- Winde, Acker- (Convolvulus arvensis) - Familie: Convolvulaceae
- Windhalm, Acker- (Apera spica-venti) - Familie: Poaceae
- Windhalm, Unterbrochener (Apera interrupta) - Familie: Poaceae
- Windröschen, Bastard- (Anemone × seemenii (Anemone nemorosa × A. ranunculoides)) - Familie: Ranunculaceae
- Windröschen, Busch- (Anemone nemorosa) - Familie: Ranunculaceae
- Windröschen, Gelbes (Anemone ranunculoides) - Familie: Ranunculaceae
- Windröschen, Großes (Anemone sylvestris) - Familie: Ranunculaceae
- Wintergrün, Einblütiges (Moneses uniflora) - Familie: Ericaceae
- Wintergrün, Grünliches (Pyrola chlorantha) - Familie: Ericaceae
- Wintergrün, Kleines (Pyrola minor) - Familie: Ericaceae
- Wintergrün, Mittleres (Pyrola media) - Familie: Ericaceae
- Wintergrün, Rundblättriges (Pyrola rotundifolia) - Familie:Ericaceae
- Winterlieb, Dolden- (Chimaphila umbellata) - Familie: Ericaceae
- Winterling (Eranthis hyemalis) - Familie: Ranunculaceae
- Winterzwiebel (Allium fistulosum) - Familie: Alliaceae
- Wirbeldost (Clinopodium vulgare) - Familie: Lamiaceae
- Witwenblume, Gelbe (Knautia kitaibelii) - Familie:Dipsacaceae
- Witwenblume, Ungarische (Knautia drymeia) - Familie: Dipsacaceae
- Witwenblume, Wald- (Knautia dipsacifolia) - Familie: Dipsacaceae
- Witwenblume, Wiesen- (Knautia arvensis) - Familie:Dipsacaceae
- Wohlverleih, Berg- (Arnica montana) - Familie: Asteraceae
- Wolfsmilch, Breitblättrige (Euphorbia platyphyllos) - Familie: Euphorbiaceae
- Wolfsmilch, Esels- (Euphorbia esula) - Familie:Euphorbiaceae
- Wolfsmilch, Garten- (Euphorbia peplus) - Familie:Euphorbiaceae
- Wolfsmilch, Gefleckte (Chamaesyce maculata) - Familie: Euphorbiaceae
- Wolfsmilch, Glänzende (Euphorbia lucida) - Familie: Euphorbiaceae
- Wolfsmilch, Kleine (Euphorbia exigua) - Familie: Euphorbiaceae
- Wolfsmilch, Kreuzbblättrige (Euphorbia lathyrus) - Familie: Euphorbiaceae
- Wolfsmilch, Mandelblättrige (Euphorbia amygdaloides) - Familie: Euphorbiaceae
- Wolfsmilch, Ruten- (Euphorbia waldsteinii) - Familie:Euphorbiaceae
- Wolfsmilch, Sichel- (Euphorbia falcata) - Familie:Euphorbiaceae
- Wolfsmilch, Sonnenwend- (Euphorbia helioscopia) - Familie: Euphorbiaceae
- Wolfsmilch, Steife (Euphorbia stricta) - Familie: Euphorbiaceae
- Wolfsmilch, Steppen- (Euphorbia seguieriana) - Familie: Euphorbiaceae
- Wolfsmilch, Sumpf- (Euphorbia palustris) - Familie: Euphorbiaceae
- Wolfsmilch, Süße (Euphorbia dulcis) - Familie: Euphorbiaceae
- Wolfsmilch, Vielfarbige (Euphorbia epithymoides) - Familie:Euphorbiaceae
- Wolfsmilch, Warzen- (Euphorbia verrucosa) - Familie: Euphorbiaceae
- Wolfsmilch, Weidenblättrige (Euphorbia salicifolia) - Familie: Euphorbiaceae
- Wolfsmilch, Zottige (Euphorbia villosa) - Familie:Euphorbiaceae
- Wolfsmilch, Zypressen- (Euphorbia cyparissias) - Familie: Euphorbiaceae
- Wolfstrapp, Hoher (Lycopus exaltatus) - Familie: Lamiaceae
- Wolfstrapp, Ufer- (Lycopus europaeus) - Familie: Lamiaceae
- Wollblatt, Wolliges (Eriophyllum lanatum) - Familie: Asteraceae
- Wollgras, Breitblättriges (Eriophorum latifolium) - Familie: Cyperaceae
- Wollgras, Scheiden- (Eriophorum vaginatum) - Familie: Cyperaceae
- Wollgras, Scheuchzers (Eriophorum scheuchzeri) - Familie: Cyperaceae
- Wollgras, Schlankes (Eriophorum gracile) - Familie: Cyperaceae
- Wollgras, Schmalblättriges (Eriophorum angustifolium) - Familie: Cyperaceae
- Wucherblume, Berg- (Leucanthemum adustum) - Familie:Asteraceae
- Wucherblume, Großblättrige (Tanacetum macrophyllum) - Familie: Asteraceae
- Wucherblume, Hallers (Leucanthemum halleri) - Familie:Asteraceae
- Wucherblume, Partheniumblättrige (Tanacetum partheniifolium) - Familie: Asteraceae
- Wucherblume, Saat- (Chrysanthemum segetum) - Familie: Asteraceae
- Wucherblume, Straußblütige (Tanacetum corymbosum) - Familie:Asteraceae
- Wundklee (Anthyllis vulneraria) - Familie: Fabaceae
- Wurmfarn, Geröll- (Dryopteris oreades) - Familie:Dryopteridaceae
- Wurmfarn, Gewöhnlicher (Dryopteris filix-mas) - Familie:Dryopteridaceae
- Wurmfarn, Spreuschuppiger (Dryopteris affinis) - Familie:Dryopteridaceae
- Wurmfarn, Starrer (Dryopteris villarii) - Familie: Dryopteridaceae